# ラフレッシュ
ラフレッシュ (La Fleche) は、19世紀末に活躍したイギリスの競走馬・繁殖牝馬。大種牡馬セントサイモンの代表産駒の一頭であり、ヴィクトリア女王の生産馬でもある。おもな勝ち鞍はイギリス牝馬クラシック三冠、アスコットゴールドカップなど。牡馬相手のエプソムダービーにも大本命で出走したが、騎乗ミスが原因で2着に敗れた。

## 生涯
La Fleche（フランス語で矢）は母Quiver（矢筒）からの想像。2歳時のイヤリングセールでは、均整のとれた優れた馬体、父が歴史的大種牡馬、加えて全姉メモワール (Memoir) がオークス、セントレジャーステークスの変則二冠を達成した直後ということもあり牝馬でありながら5,500ギニーのレコード価格で取引された。気性難で知られるセントサイモン産駒にしてはめずらしくおとなしい気性だったと伝えられている。
ラフレッシュは2歳から3歳にかけて無敵の強さを誇り、無敗で1000ギニーに圧勝した。そして、僚馬オーム (Orme) が水銀を盛られエプソムダービーに出走できなくなったことから、勇躍エプソムダービーにも挑戦、ここでも2.1倍の圧倒的な1番人気に推された。しかし、騎手が2日後のオークスのために楽に勝たせようと仕掛けを遅らせたため、シャンペンステークスで7馬身半差もちぎったサーユーゴ (Sir Hugo) に逆に4分の3馬身差でやぶれる結果になってしまった。秋のセントレジャーステークスではサーユーゴに圧勝し実力差を見せている。この勝利で史上4頭目の三冠牝馬になった。
2,3歳時、牡馬混合戦を含む13戦12勝と圧倒的な成績を残したラフレッシュだが4歳になると厩舎が変わったことも影響し低迷する。4歳時をエクリプスステークス3着など7戦2勝で3歳時の成績からいえば不本意な成績で終えた。しかし、5歳になり若干立て直す。当時古馬の最高峰のひとつであったアスコットゴールドカップを制覇、10月にはお腹に仔を宿したままチャンピオンステークスに勝ち有終の美を飾った。
ラフレッシュの繁殖成績は競走成績から比べれば若干物足りないものではあったが、両親ともに三冠馬+アスコットゴールドカップ優勝馬という配合のジョンオガウント (John o'Gaunt) がクラシックで好走し、種牡馬としてもスウィンフォード (Swynford) を出した。もう一頭の産駒バロネスラフレッシュ (Baroness La Fleche) が牝系を伸ばし、ヤマブキオー、メジロムサシ、サンデーサイレンス、ファビラスラフインといった名馬を輩出し続けている。
繁殖牝馬としても1912年に引退し、その後はスレドメア牧場で余生を送っていたが、1916年4月22日に老衰により死亡、27歳であった。

## 競走成績
- 1891年（4戦4勝）
  - シャンペンステークス、モールコームステークス
- 1892年（9戦8勝）
  - セントレジャーステークス、オークス、1000ギニー、ナッソーステークス、ケンブリッジャーステークス、ニューマーケットオークス、2着 - エプソムダービー
- 1893年（7戦2勝）
- 1894年（4戦2勝）
  - アスコットゴールドカップ、チャンピオンカップ、2着 - ハードウイックステークス

## 産駒
- ジョンオガウント（2000ギニー、エプソムダービーともに2着。全1勝。産駒にスウィンフォード）
- バロネスラフレッシュ（牝系残存）

## 血統表
| ラフレッシュの血統（セントサイモン系 / Voltaire5×5=6.25%） | ラフレッシュの血統（セントサイモン系 / Voltaire5×5=6.25%） | ラフレッシュの血統（セントサイモン系 / Voltaire5×5=6.25%） | （血統表の出典）         | （血統表の出典）    |
| 父 St Simon 1881 黒鹿毛                                    | 父の父Galopin 1872                                         | Vedette                                                    | Voltigeur                | Voltigeur           |
| 父 St Simon 1881 黒鹿毛                                    | 父の父Galopin 1872                                         | Vedette                                                    | Mrs. Ridgway             |                     |
| 父 St Simon 1881 黒鹿毛                                    | 父の父Galopin 1872                                         | Flying Duchess                                             | The Flying Dutchman      | The Flying Dutchman |
| 父 St Simon 1881 黒鹿毛                                    | 父の父Galopin 1872                                         | Flying Duchess                                             | Merope                   |                     |
| 父 St Simon 1881 黒鹿毛                                    | 父の母St.Angela 1865                                       | King Tom                                                   | Harkaway                 | Harkaway            |
| 父 St Simon 1881 黒鹿毛                                    | 父の母St.Angela 1865                                       | King Tom                                                   | Pocahontas               |                     |
| 父 St Simon 1881 黒鹿毛                                    | 父の母St.Angela 1865                                       | Adeline                                                    | Ion                      | Ion                 |
| 父 St Simon 1881 黒鹿毛                                    | 父の母St.Angela 1865                                       | Adeline                                                    | Little Fairy             |                     |
| 母 Quiver 1872 鹿毛                                        | 母の父Toxophilite                                          | Longbow                                                    | Ithuriel                 | Ithuriel            |
| 母 Quiver 1872 鹿毛                                        | 母の父Toxophilite                                          | Longbow                                                    | Miss Bowe                |                     |
| 母 Quiver 1872 鹿毛                                        | 母の父Toxophilite                                          | Legerdemain                                                | Pantaloon                | Pantaloon           |
| 母 Quiver 1872 鹿毛                                        | 母の父Toxophilite                                          | Legerdemain                                                | Decoy                    |                     |
| 母 Quiver 1872 鹿毛                                        | 母の母Young Melbourne Mare                                 | Young Melbourne                                            | Melbourne                | Melbourne           |
| 母 Quiver 1872 鹿毛                                        | 母の母Young Melbourne Mare                                 | Young Melbourne                                            | Clarissa                 |                     |
| 母 Quiver 1872 鹿毛                                        | 母の母Young Melbourne Mare                                 | Brown Bess                                                 | Camel                    | Camel               |
| 母 Quiver 1872 鹿毛                                        | 母の母Young Melbourne Mare                                 | Brown Bess                                                 | Brutandorf Mare F-No.3-e |                     |